# Celama eurypennis
Celama eurypennis är en fjärilsart som beskrevs av Dyar. Celama eurypennis ingår i släktet Celama och familjen trågspinnare. Inga underarter finns listade i Catalogue of Life.